# Paradrina angularis
Paradrina angularis là một loài bướm đêm trong họ Noctuidae.